# Einsteinium
Einsteinium (chemická značka Es) je jedenáctý člen z řady aktinoidů, sedmý transuran, silně radioaktivní kovový prvek, připravovaný uměle ozařováním jader plutonia. Byl pojmenován na počest teoretického fyzika Alberta Einsteina.
Einsteinium se v pozemské přírodě nikde nevyskytuje. Jde o uměle připravený kovový prvek z řady transuranů.

## Fyzikálně-chemické vlastnosti
Einsteinium je radioaktivní kovový prvek, který doposud nebyl izolován v dostatečně velkém množství, aby bylo možno určit všechny jeho fyzikální konstanty. Předpokládá se, že má stříbřitě bílou barvu a působením vzdušného kyslíku se na povrchu zvolna oxiduje.
Vyzařuje α a γ záření a je silným zdrojem neutronů, proto je nutno s ním manipulovat za dodržování bezpečnostních opatření pro práci s radioaktivními materiály.
O jeho sloučeninách a jejich chemickém chování je známo velmi málo.

## Historie

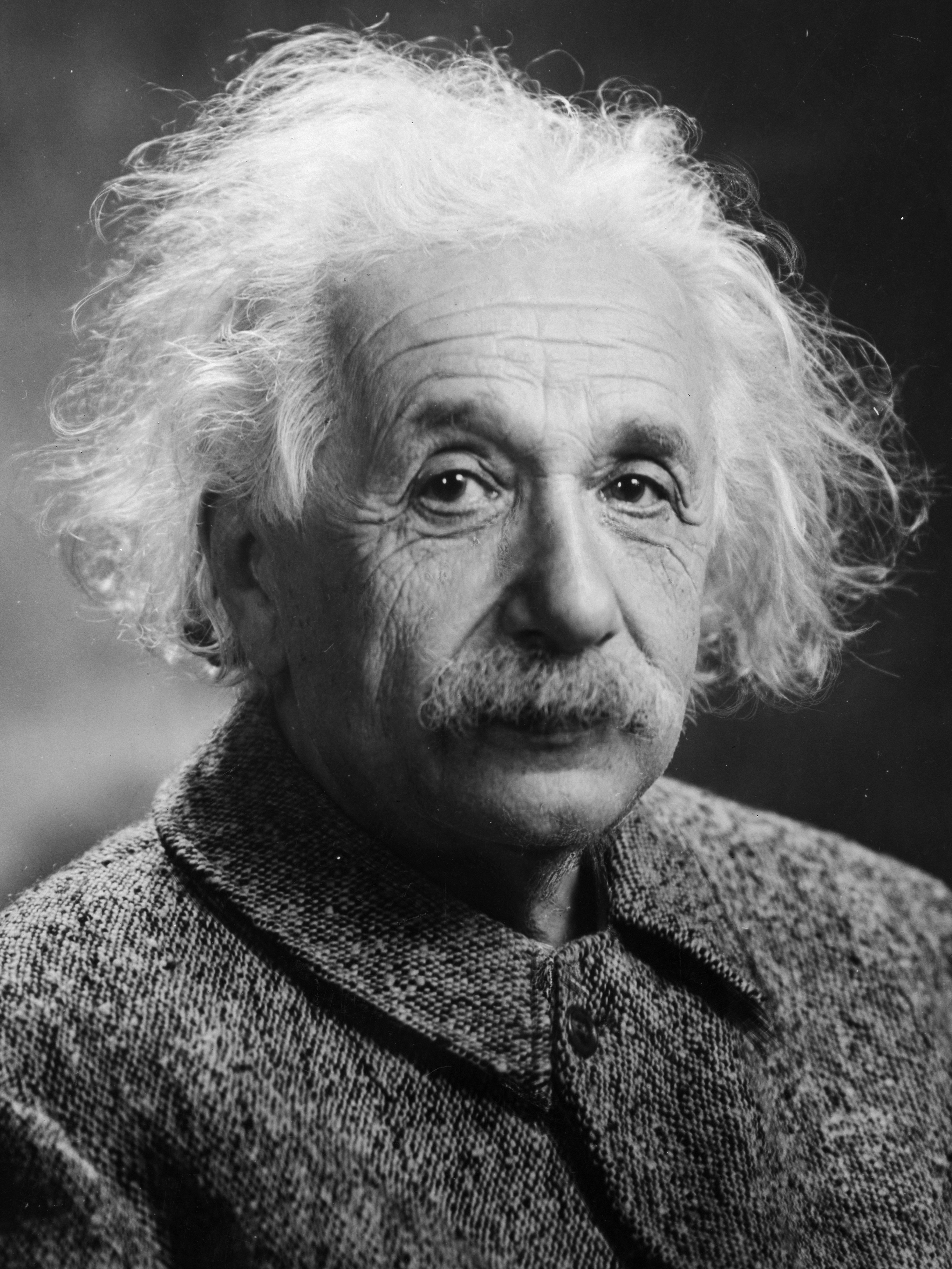
Albert Einstein

Jako první identifikoval einsteinium Albert Ghiorso v prosinci roku 1952 na kalifornské univerzitě v Berkeley a současně ohlásil objev tohoto prvku i G. R. Choppin se svým týmem z národní laboratoře v Los Alamos. V obou případech byl výchozím materiálem spad po výbuchu termonukleární bomby testované v rámci „Operace Ivy“ v listopadu 1952. Identifikovaným izotopem bylo 253Es, které vzniklo z jádra 238U postupným pohlcením 15 neutronů a následnými sedmi přeměnami β−. Tento objev byl utajován až do roku 1955 vzhledem k probíhající studené válce mezi oběma jadernými velmocemi.
První umělá syntéza einsteinia byla realizována v roce 1961 v jaderném reaktoru Oak Ridge National Laboratory v Tennessee, kdy byly z přibližně 1 kg plutonia připraveny asi 3 mg einsteinia.

## Izotopy
Doposud bylo popsáno 19 izotopů einsteinia, z nichž jsou nejstabilnější 252Es s poločasem přeměny 471,7 dne, 254Es s poločasem 275,7 dne a 255Es s poločasem 39,8 dne. Všechny zbývající izotopy mají poločas přeměny kratší než 3 dny, viz izotopy einsteinia.

## Využití
Einsteinium a jeho sloučeniny nemají pro praxi žádný význam. Používají se pouze k vědeckým účelům. Einsteinium 255Es se používá k výrobě mendelevia.